# 유철우
유철우(생년 미상~ )는 조선민주주의인민공화국의 정치인이다. 국가우주개발국장 겸 당중앙위원회 후보위원이다.

## 경력
장거리 미사일 프로그램을 담당하는 국가우주개발국장을 맡고 있으며, 2012년 12월 은하3호 발사에 직접적으로 관여한 공로로 공화국 영웅 칭호를 받았다. 2016년 2월 조선민주주의인민공화국의 핵·미사일 개발 핵심 인물로 지목되어 유엔 안전보장이사회의 대북제재 대상 목록에 포함되었다. 2016년 5월, 조선로동당 제7차 대회에서 조선로동당 중앙위원회 후보위원으로 선출되었다.

## 최고인민회의 대의원
2014년 3월 최고인민회의 제612선거구에서 제13기 대의원으로 선출되었다.